# South Biddick
South Biddick var en civil parish från 1866 till 1985 då den blev en del av Bournmoor, i grevskapet Durham, i England. Civil parish var belägen 11 km från Durham och hade 25 invånare år 1971.